# مارکو گابیدینی
مارکو گابیدینی (انگلیسی: Marco Gabbiadini؛ زادهٔ ۲۰ ژانویهٔ ۱۹۶۸) بازیکن فوتبال اهل بریتانیا است.
از باشگاه‌هایی که در آن بازی کرده‌است می‌توان به باشگاه فوتبال استوک سیتی، باشگاه فوتبال کریستال پالاس، باشگاه فوتبال دربی کانتی، باشگاه فوتبال یورک سیتی، باشگاه فوتبال دارلینگتون، باشگاه فوتبال هارتل پول یونایتد، باشگاه فوتبال پانیونیوس، باشگاه فوتبال آکسفورد یونایتد، باشگاه فوتبال بیرمنگام سیتی، باشگاه فوتبال نورث‌همپتون تاون، و باشگاه فوتبال ساندرلند اشاره کرد.
وی همچنین در تیم‌های ملی فوتبال زیر ۲۱ سال انگلستان و انگلستان بازی کرده‌است.